# Епархия Семигалии
Епархия Семигалии (лат. Dioecesis Semigallensis) — упразднённая епархия Римско-Католической церкви, распространявшая свою юрисдикцию на историческую область Земгалия.

## История
Епархия Семигалии была учреждена в 1217 году после Северных крестовых походов. Епархия Семигалии входила в Рижскую митрополию. Кафедра епархии находилась в городе Зельбург (лат. Castrum Selonum), который находился на территории современной Селпилсской волости. Этот город был разрушен шведами в 1704 году.
Епархия Семигалии была упразднена в 1251 году и её территория была присоединена к рижской архиепархии.
В XIV веке некоторые католические епископы были титулярными епископами Семигалии.

## Епископы
- епископ Bernhard von Lippe O.Cist[1] (1217 — 30.04.1224);
- епископ Lambert (1225—1229);
- епископ Balduin von Alna O.Cist. (1232—1243);
- епископ Arnold O.Cist. (1246 — ?);
- епископ Heinrich von Lützelburg O.F.M. (5.12.1247 — 1251) — назначен епископом Курляндии.

## Титулярные епископы
- епископ Tommas (14.02.1343 — ?);
- епископ Boniface du Puy (1379 — ?);
- епископ Giovanni Jagow O.P. (18.02.1383 — 20.07.1384) — назначен епископом Стренгнеса.